# North Harrow
North Harrow is een wijk in het Londense bestuurlijke gebied Harrow, in de regio Groot-Londen.